# 電撃キャラクターフェスティバル2009
電撃キャラクターフェスティバル2009とは、2009年10月3日及び4日に幕張メッセ9・10ホールで開催されたイベントである。
様々な物販やラジオの公開録音、ステージイベント、サイン会等が行われ、活況を呈した。
入場者数は2日間で、28,227人と発表された。